# Páncsics Miklós
Páncsics Miklós (Gara, 1944. február 4. – Budapest, 2007. augusztus 7.) magyar olimpiai bajnok labdarúgó, hátvéd, sportvezető.

## Pályafutása

### Klubcsapatban
1960-tól a Ferencváros labdarúgója. 1963-ban mutatkozik be az első osztályban. Háromszoros magyar bajnok, egyszeres Magyar Kupa győztes. 1965-ben VVK (UEFA-kupa) győztes. 1972. április 15-én az Újpest Dózsa elleni 2–0-s győzelemmel végződő mérkőzésen mutatott teljesítményéért, elsőként kapott 10-es osztályzatot a Népsporttól. 1974 és 1977 között a Bp. Honvéd labdarúgója, de csak 25 mérkőzésen szerepel. 1981-ben az Építők SC-ben fejezi be az aktív sportot.

### A válogatottban
A magyar válogatottban 1967 és 1973 között 37 alkalommal szerepelt.
1968-as mexikói olimpia bajnoka, 1972-ben a müncheni olimpián ezüstérmes. Az olimpia válogatottban 11 alkalommal szerepelt.
1972-ben a belgiumi labdarúgó Európa-bajnokság 4. helyezettje.

### Sportvezetőként
1981 és 1986 között az MLSZ munkatársa. 1982-ig főtitkárhelyettes, utána főtitkár 1984-ig. 1986-ban a mexikói világbajnokság után távozik a szövetségből, a labdarúgásból és az országból is. A Hungarocamion fiumei kirendeltségén dolgozik négy éven át. A délszláv háború kitörése idején tér haza. 1988-ban a Magyar terem-labdarúgó-válogatott menedzsere volt. 1995-től a Sopron másodosztályú csapatának szakmai vezetője. 1997-től 2000-ig az FTC menedzser igazgatója.

## Sikerei, díjai
- Magyar bajnokság:
  - bajnok: 1964, 1967, 1968
- Magyar Népköztársasági Kupa (MNK)
  - győztes: 1971-1972
- Vásárvárosok Kupája (VVK)
  - győztes: 1964-1965
- Olimpia
  - aranyérmes: 1968, Mexikóváros
  - ezüstérmes: 1972, München
- Európa-bajnokság
  - 4.: 1972, Belgium

## Statisztika

### Mérkőzései a válogatottban
| Magyarország | Magyarország         | Magyarország                       | Magyarország  | Magyarország | Magyarország  | Magyarország         | Magyarország | Magyarország |
| #            | Dátum                | Helyszín                           | Hazai         | Eredmény     | Vendég        | Kiírás               | Gólok        | Esemény      |
| ------------ | -------------------- | ---------------------------------- | ------------- | ------------ | ------------- | -------------------- | ------------ | ------------ |
| 1.           | 1967. október 29.    | Lipcse, Zentralstadion             | NDK           | 1 – 0        | Magyarország  | Eb-selejtező         | -            |              |
|              | 1968. október 13.    | Guadalajara, Estadio Jalisco (MEX) | Magyarország  | 4 – 0        | Salvador      | olimpiai C csoport   | -            |              |
|              | 1968. október 15.    | Guadalajara, Estadio Jalisco (MEX) | Magyarország  | 2 – 2        | Ghána         | olimpiai C csoport   | -            |              |
|              | 1968. október 17.    | Guadalajara, Estadio Jalisco (MEX) | Magyarország  | 2 – 0        | Izrael        | olimpiai C csoport   | -            |              |
|              | 1968. október 20.    | Guadalajara, Estadio Jalisco (MEX) | Magyarország  | 1 – 0        | Guatemala     | olimpiai negyeddöntő | -            |              |
|              | 1968. október 22.    | Mexikóváros, Estadio Azteca (MEX)  | Magyarország  | 5 – 0        | Japán         | olimpiai elődöntő    | -            |              |
|              | 1968. október 26.    | Mexikóváros, Estadio Azteca (MEX)  | Magyarország  | 4 – 1        | Bulgária      | olimpiai döntő       | -            |              |
| 2.           | 1969. május 25.      | Budapest, Népstadion               | Magyarország  | 2 – 0        | Csehszlovákia | vb-selejtező         | -            |              |
| 3.           | 1969. június 15.     | Koppenhága, Idrætspark             | Dánia         | 3 – 2        | Magyarország  | vb-selejtező         | -            |              |
| 4.           | 1969. szeptember 14. | Prága, Stadion Letná               | Csehszlovákia | 3 – 3        | Magyarország  | vb-selejtező         | -            |              |
| 5.           | 1969. szeptember 24. | Stockholm, Råsunda Stadion         | Svédország    | 2 – 0        | Magyarország  | barátságos           | -            |              |
| 6.           | 1969. október 22.    | Budapest, Népstadion               | Magyarország  | 3 – 0        | Dánia         | vb-selejtező         | -            |              |
| 7.           | 1969. november 5.    | Budapest, Népstadion               | Magyarország  | 4 – 0        | Írország      | vb-selejtező         | -            |              |
| 8.           | 1970. április 12.    | Belgrád, JNA stadion               | Jugoszlávia   | 2 – 2        | Magyarország  | barátságos           | -            | 33' (öngól)  |
| 9.           | 1970. május 2.       | Budapest, Népstadion               | Magyarország  | 2 – 0        | Lengyelország | barátságos           | -            |              |
| 10.          | 1970. május 16.      | Budapest, Népstadion               | Magyarország  | 1 – 2        | Svédország    | barátságos           | -            |              |
| 11.          | 1970. szeptember 9.  | Nürnberg, Frankenstadion           | NSZK          | 3 – 1        | Magyarország  | barátságos           | -            | 59'          |
| 12.          | 1970. szeptember 27. | Budapest, Népstadion               | Magyarország  | 1 – 1        | Ausztria      | barátságos           | -            |              |
| 13.          | 1970. október 7.     | Oslo, Ullevaal Stadion             | Norvégia      | 1 – 3        | Magyarország  | Eb-selejtező         | -            |              |
| 14.          | 1970. november 15.   | Bázel, St. Jakob stadion           | Svájc         | 0 – 1        | Magyarország  | barátságos           | -            |              |
| 15.          | 1971. április 4.     | Bécs, Práter-stadion               | Ausztria      | 0 – 2        | Magyarország  | barátságos           | -            |              |
| 16.          | 1971. április 24.    | Budapest, Népstadion               | Magyarország  | 1 – 1        | Franciaország | Eb-selejtező         | -            |              |
| 17.          | 1971. május 19.      | Szófia, Levszki-stadion            | Bulgária      | 3 – 0        | Magyarország  | Eb-selejtező         | -            |              |
| 18.          | 1971. július 22.     | Rio de Janeiro, Maracanã Stadion   | Brazília      | 0 – 0        | Magyarország  | barátságos           | -            |              |
| 19.          | 1971. szeptember 1.  | Budapest, Népstadion               | Magyarország  | 2 – 1        | Jugoszlávia   | barátságos           | -            |              |
| 20.          | 1971. szeptember 25. | Budapest, Népstadion               | Magyarország  | 2 – 0        | Bulgária      | Eb-selejtező         | -            |              |
| 21.          | 1971. október 9.     | Párizs, Colombes Stadion           | Franciaország | 0 – 2        | Magyarország  | Eb-selejtező         | -            |              |
| 22.          | 1971. október 27.    | Budapest, Népstadion               | Magyarország  | 4 – 0        | Norvégia      | Eb-selejtező         | -            |              |
| 23.          | 1972. március 29.    | Budapest, Népstadion               | Magyarország  | 0 – 2        | NSZK          | barátságos           | -            |              |
| 24.          | 1972. április 29.    | Budapest, Népstadion               | Magyarország  | 1 – 1        | Románia       | Eb-selejtező         | -            |              |
| 25.          | 1972. május 6.       | Budapest, Megyeri úti stadion      | Magyarország  | 3 – 0        | Málta         | vb-selejtező         | -            |              |
| 26.          | 1972. május 14.      | Bukarest                           | Románia       | 2 – 2        | Magyarország  | Eb-selejtező         | -            |              |
| 27.          | 1972. május 17.      | Belgrád, JNA stadion (YUG)         | Magyarország  | 2 – 1        | Románia       | Eb-selejtező         | -            |              |
| 28.          | 1972. május 25.      | Stockholm, Råsunda Stadion         | Svédország    | 0 – 0        | Magyarország  | vb-selejtező         | -            |              |
| 29.          | 1972. június 14.     | Brüsszel, Heysel Stadion (BEL)     | Szovjetunió   | 1 – 0        | Magyarország  | Eb-elődöntő          | -            |              |
| 30.          | 1972. június 17.     | Liège, Stade Maurice Dufrasne      | Belgium       | 2 – 1        | Magyarország  | Eb 3. helyért        | -            |              |
| 31.          | 1972. augusztus 27.  | Nürnberg, Frankenstadion (FRG)     | Magyarország  | 5 – 0        | Irán          | olimpiai csoportkör  | -            |              |
|              | 1972. augusztus 29.  | München, Olimpiai Stadion (FRG)    | Magyarország  | 2 – 2        | Brazília      | olimpiai csoportkör  | -            |              |
| 32.          | 1972. augusztus 31.  | Augsburg, Rosenaustadion (FRG)     | Dánia         | 0 – 2        | Magyarország  | olimpiai csoportkör  | -            |              |
| 33.          | 1972. szeptember 3.  | Passau, Drei-Flüsse Stadion (FRG)  | Magyarország  | 2 – 0        | NDK           | olimpiai középdöntő  | -            |              |
|              | 1972. szeptember 6.  | München, Olimpia Stadion           | NSZK          | 1 – 4        | Magyarország  | olimpiai középdöntő  | -            | Sárga lap    |
|              | 1972. szeptember 8.  | Regensburg (FRG)                   | Magyarország  | 2 – 0        | Mexikó        | olimpiai középdöntő  | -            |              |
| 34.          | 1972. szeptember 10. | München, Olimpia Stadion (FRG)     | Lengyelország | 2 – 1        | Magyarország  | olimpiai döntő       | -            |              |
| 35.          | 1972. október 15.    | Bécs, Práter-stadion               | Ausztria      | 2 – 2        | Magyarország  | vb-selejtező         | -            |              |
| 36.          | 1973. április 29.    | Budapest, Népstadion               | Magyarország  | 2 – 2        | Ausztria      | vb-selejtező         | -            | 46'          |
| 37.          | 1973. szeptember 26. | Belgrád, JNA stadion               | Jugoszlávia   | 1 – 1        | Magyarország  | barátságos           | -            | 46'          |
|              | Összesen             |                                    |               | 37           | mérkőzés      |                      | 0            | gól          |

## Emlékezete

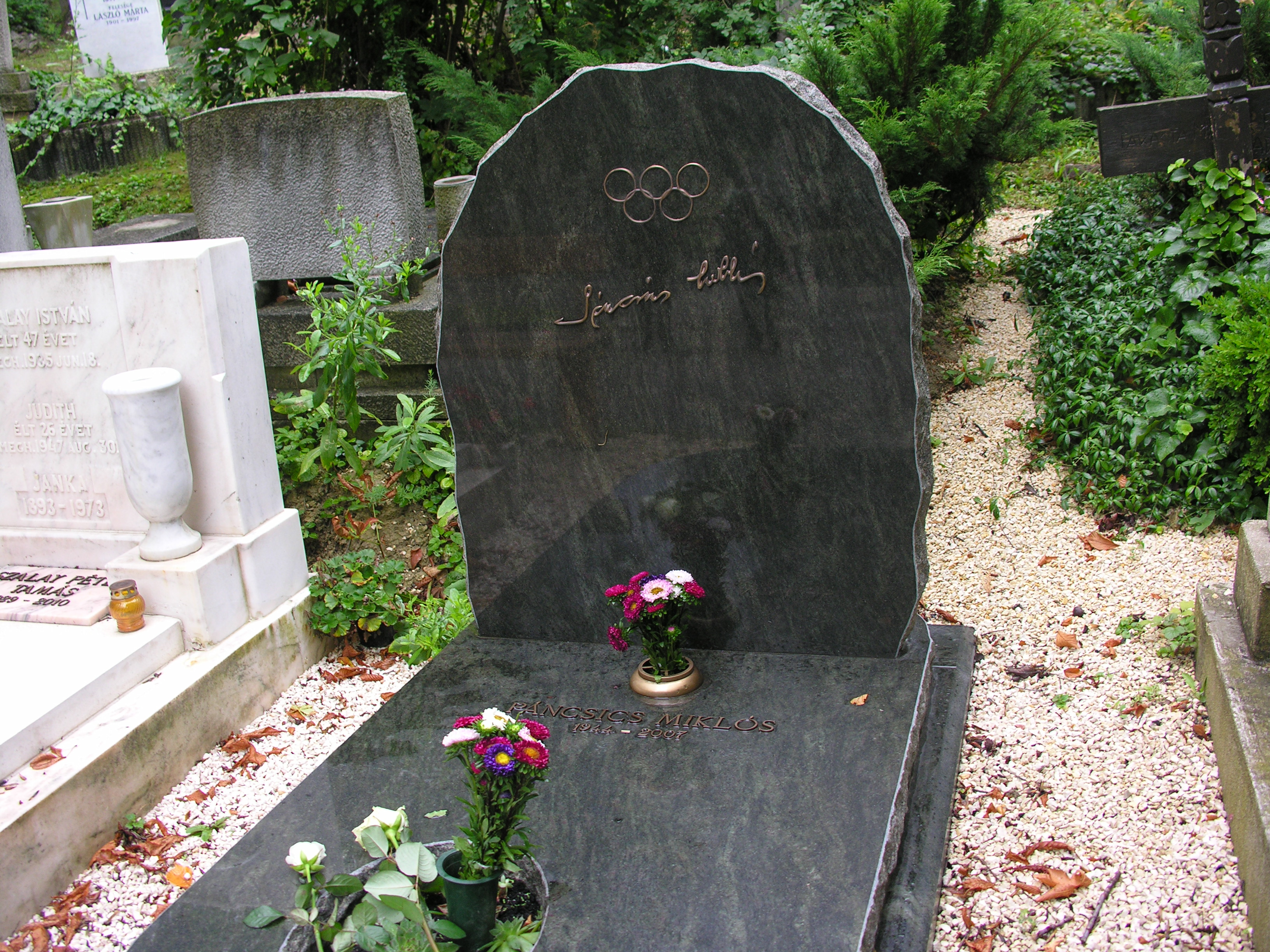
Sírja a Farkasréti temetőben

- Szülőfalujában, Garán az ő nevét őrzi a település egyik főutcája, a Csávolytól Csátaljáig vezető 5505-ös út egyik szakasza, a központ és a keleti határszél között.